# Zuytdorp
Die Zuytdorp (Süddorf) war ein 700-Tonnen-Handelsschiff, ein Dreimaster der Niederländischen Ostindien-Kompanie. Das 1701 gebaute Segelschiff ging im Juni 1712 vor den heute so genannten Zuytdorp Cliffs in Western Australia mit vermutlich 130 Seeleuten an Bord unter. Ob es Überlebende gab, ist nicht bekannt. Die Schiffsfracht bestand neben wertvollen Handelswaren und auch aus einer großen Ladung von etwa 250.000 Silbermünzen.

## Route
Gebaut wurde das Schiff im niederländischen Vlissingen. Das Schiff stand unter dem Kommando von Marinus Wijsvliet, einem Schiffmeister. Am 1. August 1711 legte die Zuytdorp in Wielingen mit 286 Personen an Bord in den Niederlanden ab. Bekannt ist des Weiteren, dass das Schiff am 22. April 1712 am Kap der guten Hoffnung mit etwa 130 Seeleuten, die anderen Personen waren aus unterschiedlichen Gründen nicht mehr an Bord, weiter in Richtung Batavia zu seiner letzten Fahrt ablegte. Das Handelsschiff ging im südlichen Winter etwa 40 Kilometer nördlich von Kalbarri – es gibt unterschiedliche Entfernungsangaben – vor den hohen Felsklippen am 9. Juni 1712 unter. Das Schiff folgte den damals üblichen Schiffsrouten, wobei bei Sichtung der Küste von Western Australia in Richtung Batavia abgedreht wurde. Über die Gründe des Untergangs wird gemutmaßt, denn es ist eines der wenigen Schiffe überhaupt, von denen lange Zeit nicht bekannt war, wo es unterging. Kein Schiffbrüchiger berichtete seinerzeit darüber und es fand auch keine Suche nach dem Segelschiff statt.

## Schiffswrack

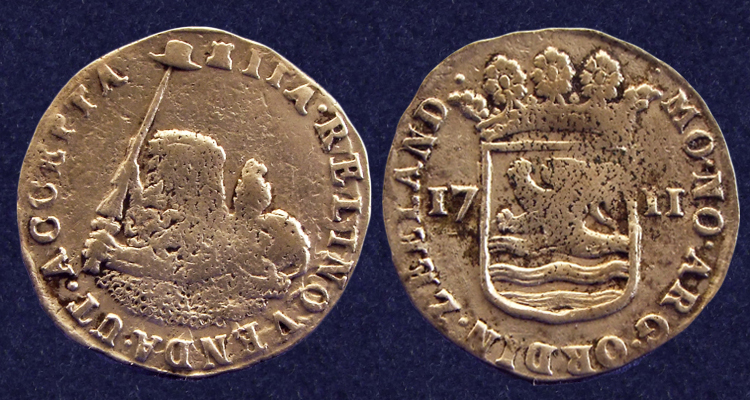
Silbermünzen der Zuytdorp

1834 berichtete ein Aborigine einem Farmer bei Perth, dass er ein Schiffswrack und Silbermünzen gefunden habe, doch der Farmer ging der Information nicht nach. In den Jahren 1926 und 1927 wurde das Wrack zwischen der Tamala Station und der Murchison House Station am Fuß der Zuyt Cliffs wiederentdeckt. Gefunden wurden Silbermünzen, datiert auf das Jahr 1711, Scherben von Gläsern, sogenannte Spiere und Reste einer weiblichen Holzfigur und eine Drehbasse, ferner auch Spuren von Feuern. Diese Funde fanden wenig Beachtung, deshalb sammelten die Bewohner der Murchison House Station zehn Jahre lang diese Artefakte.
Erst im Jahr 1964 kam es zu ersten Tauchfahrten und Funden zahlreicher Silbermünzen, die verteilt auf dem Grund des Indischen Ozeans lagen. Weitere private und auch öffentliche Tauchexpeditionen folgten und es bestand die Gefahr von Zerstörungen, daher wurde 1969 das Western Australian Museum für diesen historischen Ort zuständig und 1976 durch den Commonwealth Historic Shipwrecks Act unter staatlichen Schutz gestellt. Dies bedeutet bis heute (2022), dass sich dem Wrack nur bis zu einer Entfernung von 500 Meter genähert werden darf.
Das Gebiet des Schiffsuntergangs liegt an steilen Klippen, gegen die hohe Brandungen schlagen, und es ist schwer zugänglich. Da es in den 1980er Jahren in Australien wenig Erfahrung damit gab, wie man Schiffwracks auch an gefährlichen und unzugänglichen Orten optimal sichern und entsprechend archäologisch untersuchen kann, wurden Beobachter an die Küstenlinie entsandt und zeitweise ein sieben Meter langes Boot stationiert, um die Artefakte vor unberechtigtem Zugriff zu sichern. Bei späteren Sicherungen entdeckte man ein Geschütz, weitere Silbermünzen, Bleibarren, exquisite Gläser und einen großen Anker. Ein Teil der Artefakte sind im Western Australia Museum ausgestellt.

## Nachwirken

Verbreitungsgebiet des Zuytdorp Worm-Lizard in Australien

Der Schiffsname wurde namensgebend für die 160 Kilometer langen Kalkstein-Klippen an Western Australias Küste, die Zuytdorp Cliffs genannt wurden. Der Zuytdorp Worm-Lizard ist eine Echse, die in dem näheren Untergangsgebiet endemisch ist. Das Shire of Northampton enthüllte am 300. Jahrestag des Schiffuntergangs eine Plakette. Die staatliche Münzprägungsanstalt in Australien brachte in einer Serie von drei historisch bedeutenden Schiffsuntergängen im Jahr 2020 eine Zuytdorp-Goldplakette heraus. Gleiches unternahm die Australia Post bereits in einer Dreier-Serie mit einer Ein-Dollar-Briefmarke am 29. August 2017, worauf der Dreimaster, die felsige Küste und eine Silber-Münze abgebildet sind. Die 590 km² große Zuytdorp Nature Reserve, die 1992 zum Naturschutzgebiet erklärt wurde, umfasst auch das Gebiet des Schiffsuntergangs.